# Mendoncia caquetensis
Mendoncia caquetensis är en akantusväxtart som beskrevs av Emery Clarence Leonard. Mendoncia caquetensis ingår i släktet Mendoncia och familjen akantusväxter. Inga underarter finns listade i Catalogue of Life.